# Kalungwishi
Kalungwishi je reka, ki izvira v severni Angoli in se nato izlije v jezero Mweru. Reka je znana predvsem po številnih slapovih (Lumangwe, Kabweluma, Kundabwiku, Mumbuluma,...)